# Suite Gothique
La Suite Gothique, Op. 25, è una suite per organo composta da Léon Boëllmann attorno al 1895, due anni prima di morire. Un'esecuzione completa normalmente dura circa 14 minuti.

## Struttura
La pièce si compone di quattro movimenti:
1. Introduction-Choral (do minore)
2. Menuet Gothique (do maggiore)
3. Prière a Notre-Dame (la♭ maggiore)
4. Toccata (do minore)

Il primo movimento, in do minore, è in forma di corale e prevede una serie di frasi armonizzate, suonate prima in forte fortissimo, poi in piano. Il secondo movimento, nella tonalità di do maggiore, è in forma di minuetto. La terza (Prière à Notre-Dame), in la bemolle maggiore, è un lento quasi esclusivamente suonato in piano. La quarta e ultima, la Toccata, è la più nota dell'intera suite; composta in do minore, si conclude con un accordo di do maggiore (cadenza piccarda) in fortissimo.

## Altre versioni
La suite è stata trascritta per banda di ottoni da Eric Ball ed è spesso utilizzata come finale nei concerti di band come Fodens, Black Dyke e Brighouse & Rastick. È anche un pezzo comune nelle competizioni musicali.